# Karl Fichtel
Karl Fichtel (5. července 1863 Schweinfurt – 7. září 1911 Bayreuth) byl německý podnikatel, průmyslník a komerční rada.

## Život
Karl Fichtel pocházel ze staré schweinfurtské obchodnické rodiny.
Společně s Ernstem Sachsem založil 1. srpna 1895 firmu Schweinfurter Präcisions-Kugellager-Werke Fichtel & Sachs. Ta, jak měla uvedeno ve svém názvu, se zabývala výrobou kuličkových ložiskek. Později se k této výrobě přidala výroba jednoho z prvních volnoběžných nábojů jízdních kol. Velký komerční úspěch továrně přinesla i legendární zadní protišlapací brzda „Torpedo“ z roku 1903.
Fichtelův vklad do společného podnikání činil 15 000 zlatých marek. Firmu vedl až do roku 1903, pod jeho vedením se vyvinula v prosperující společnost, nejen díky tomu, že už před jejím založením se Karl Fichtel věnoval mezinárodnímu obchodu.
V Eisenachu se 19. ledna 1901 Fichtel a Ernst Sachs, společně s dalšími významnými průmyslníky, podíleli na založení Verein Deutscher Motorfahrzeug-Industrieller (česky „Sdružení německých výrobců motorových vozidel“, dnes Verband der Automobilindustrie, „Svaz automobilového průmyslu“).
Fichtel obdržel od bavorské vlády četná ocenění a v roce 1909 mu byl udělen titul „Komerční rada“.
Kvůli duševnímu onemocnění v roce 1910 opustil Karl Fichtel úplně vedení v té době silně expandující společnosti. Když na klinice Herzoghöhe v Bayreuthu Karl Fichtel umíral, pracovalo ve firmě Fichtel & Sachs už 7 000 zaměstnanců. Vdova Hedwiga Graetzová s jeho dětmi prodala firemní podíl v období května až září 1929 Ernstu Sachsovi.